# 張秋華 (1937年)
張秋華（1937年—2020年1月7日），臺灣政治人物，苗栗縣人，畢業於國立中興大學法商學院（今國立臺北大學）公共行政系。2003年獲第三屆國立臺北大學傑出校友。

## 簡介
曾任教於公館初中、苗栗初中、省立苗商，及苗栗鎮長、苗栗市長、縣議員，後代表中國國民黨當選為第十一屆苗栗縣縣長。
1993年中華民國縣市長選舉，競運連任時，敗給脫黨參選的何智輝。
2020年1月7日張秋華過世，19日舉行公祭，由苗栗縣縣長徐耀昌擔任治喪委員會主任委員。